# Fischerinella
Fischerinella es un género de foraminífero bentónico de la subfamilia Fischerinellinae, de la familia Fischerinidae, de la superfamilia Cornuspiroidea, del suborden Miliolina y del orden Miliolida. Su especie tipo es Fischerina helix. Su rango cronoestratigráfico abarca el Holoceno.

## Discusión
Clasificaciones más recientes incluyen Fischerinella en la superfamilia Nubecularioidea.

## Clasificación
Fischerinella incluye a las siguientes especies:
- Fischerinella diversa
- Fischerinella dubia
- Fischerinella helix
- Fischerinella pellucida
- Fischerinella trochoides